# Operation Lava Jato

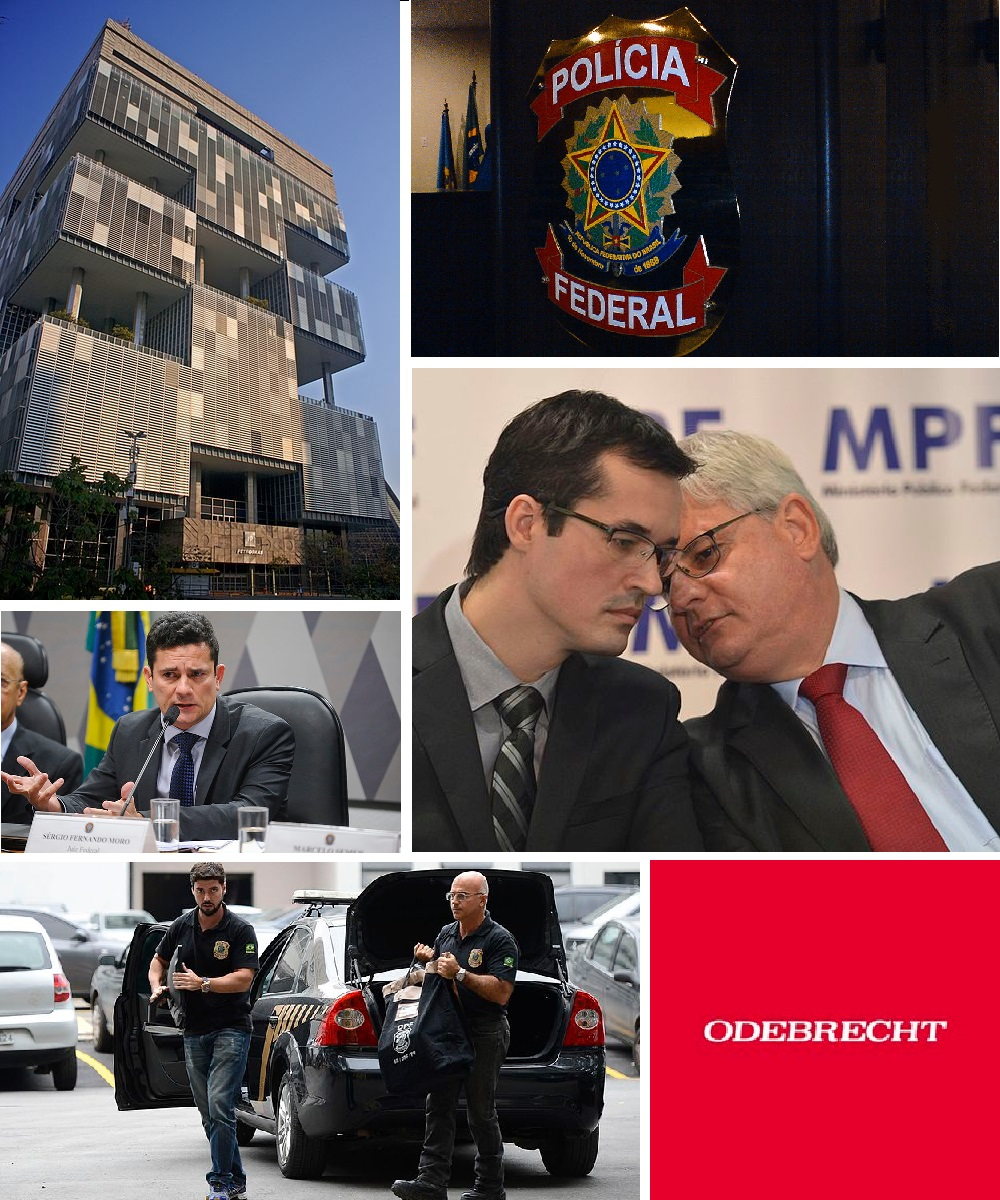

Operation Lava Jato (auf Deutsch etwa ‚Operation Autowäsche‘ oder ‚Hochdruckreiniger‘, auch als Petrolão stilisiert), auch Caso Lava Jato ‚Autowasch-Affäre‘, ist ein milliardenschwerer Korruptionsskandal in Brasilien um die Unternehmen Petrobras und Odebrecht. Seit dem 17. März 2014 leitet der zuständige Staatsanwalt beim Bundesgericht in Curitiba im südbrasilianischen Bundesstaat Paraná, Deltan Dallagnol, die Ermittlungen und Verfahren zur Aufklärung des Skandals.

## Im Mittelpunkt: Petrobras
Alle Vorgänge um den Polit-Skandal zentrieren sich um den halbstaatlichen Ölkonzern Petrobras sowie verschiedene Bauunternehmen (z. B. der Queiroz Galvão Group), Politiker und mehrere politische Parteien, einschließlich des Partido da Social Democracia Brasileira (PSDB), Partido dos Trabalhadores (PT), des Partido Progressista (PP) und des Partido do Movimento Democrático Brasileiro (PMDB). Dallagnol und seine Leute sind überzeugt, dass Luiz Inácio Lula da Silva der „Pate“ einer Polit-Mafia war, deren Mitglieder den halbstaatlichen Ölkonzern Petrobras und andere Staatsunternehmen von 2003 an um Milliarden bestohlen haben, um mit dem ergaunerten Geld die Macht der PT zu zementieren und sich persönlich zu bereichern.

## Vorgeschichte
Seinen sonderbaren Namen verdankt der verzweigte Jahrhundertprozess gegen Dutzende Politiker und Manager einer Tankstelle mit Autowäsche in der Hauptstadt Brasília, die zudem über eine Wechselstube und einen Geldtransferservice verfügte. Der dort tätige Geldhändler Alberto Youssef legte in seinem Verfahren wegen Beihilfe zur Geldwäsche im Gegenzug für ein vermindertes Strafmaß ein umfassendes Geständnis ab. Das Gleiche tat der vom Geldhändler zunächst belastete Petrobras-Manager, woraufhin weitere Ermittlungen und Strafverfahren in Gang gesetzt wurden.

## Hintergrund
Es handelt sich beim Petrolão um ein riesiges Korruptionssystem, bei dem Aufträge für den brasilianischen Erdölkonzern Petrobras von privaten Baukonzernen zu überhöhten Preisen ausgeführt wurden. Die daraus gewonnenen Mehreinnahmen teilten die verdächtigen Unternehmer mit Petrobras-Mitarbeitern und Politikern, ein Teil floss zudem in Parteikassen. Petrobras (ehemals Petrobrás) ist das größte Unternehmen Brasiliens mit einem Jahresumsatz von rund 140 Milliarden US-Dollar (129 Mrd. Euro) und spricht heute von einem Verlust von mindestens zwei Milliarden Dollar als Konsequenz dieser Machenschaften. In diesem größten Justizfall der brasilianischen Geschichte ermittelt die Justiz unter Leitung des Bundesrichters Sérgio Fernando Moro inzwischen gegen mehr als 494 Politiker und Geschäftsleute (Stand August 2015).

## Chronologie

Processo

### 2014–2016
Seit März 2014 ermittelt die brasilianische Bundespolizei in der Operação Lava Jato ‚Operation Hochdruckreiniger‘. Insgesamt 96 der führenden Manager und Besitzer von brasilianischen Baukonzernen sitzen in Untersuchungshaft. 30 davon wurden bisher verurteilt und weitere 103 Personen wurden angeklagt (Stand August 2015). Der Supremo Tribunal Federal, der Oberste Gerichtshof, hat Ermittlungsverfahren gegen die Verdächtigten eröffnet. Darunter befinden sich auch 22 Abgeordnete und zwölf Senatoren. Sie sollen an den Korruptionsvorgängen bei Petrobras beteiligt gewesen sein. Dabei sollen von 2004 bis 2012 systematisch illegale Gelder aus dem Konzern an Politiker als Schmiergelder abgezweigt worden sein. Es sei offensichtlich, dass es sich dabei um die Bildung einer kriminellen Vereinigung gehandelt habe, begründete der Bundesrichter Teori Zavascki die Entscheidung, die Namen der verdächtigten Politiker zu veröffentlichen.
Innerhalb von 16 Ermittlungsphasen wurden Unregelmäßigkeiten bei der brasilianischen Caixa Econômica Federal, einer Bank und ein staatlicher Finanzdienstleister Südamerikas, beim Ministerium für Gesundheit, bei Eletronuclear, einer Tochtergesellschaft der Eletrobrás im Kernenergiesektor und vor allem beim halbstaatlichen Ölkonzern Petrobrás aufgedeckt. Im Sommer 2016 ist die Justiz bereits mit der 33. Phase beschäftigt.
Der abgesetzte einstige Präsident der Abgeordnetenkammer Eduardo Cunha von der Zentrumspartei PMDB soll sich nach Überzeugung der Ermittler in Curitiba allein gut 35 Millionen Euro erschlichen und zu guten Teilen auf Konten in der Schweiz geschafft haben. Im Oktober 2016 wurde Cunha verhaftet.

### 2017
Am 19. Januar 2017 kam der als Anti-Korruptionsrichter mit der Lava-Jato-Affäre befasste Bundesrichter des Obersten Bundesgerichts Teori Zavascki bei einem Flugzeugabsturz ums Leben.
Am 17. Mai 2017 beschuldigt die brasilianische Zeitung O Globo den Präsidenten Michel Temer, er habe angeordnet, das Schweigen von Eduardo Cunha – eines früheren Präsidenten der Abgeordnetenkammer – zu kaufen.
Am 10. Mai 2017 wird der frühere Präsident Lula von dem Richter Sergio Moro angehört.
Am 7. Juni 2017 wird Sergio Cabral, früherer Gouverneur des Bundesstaats Rio de Janeiro, wegen Korruption zu 14 Jahren Haft verurteilt.
Am 19. Juni 2017 wird bekannt, dass das Mitglied des Obersten Gerichtshofs und der Wahlkommission, Gilmar Mendes, Aktionär eines von den Bestechungen betroffenen Unternehmens ist.
Am 26. Juni 2017 wird der ehemalige Präsident Temer angeklagt. Er bezeichnet dies als 'Fiktion' und 'Angriff auf seine Würde'.
Am 12. Juli 2017 wird Luiz Inácio Lula da Silva wegen Korruption zu neun Jahren Gefängnis verurteilt.

### 2018
Im März 2018 erreichten die Untersuchungen der Lava-Jato-Operation die Ausschreibung und das Werk des Wasserkraftwerks Belo Monte. Nach den Ermittlungen erhielten PT- und PMDB-Politiker Bestechungsgelder. Ziel der Ermittlungen ist der ehemalige Minister Antônio Delfim Netto
Am 5. April 2018 wird gegen Lula Haftbefehl erlassen. Nachdem er sich erst der Verhaftung entzogen hatte, stellt er sich in Curitiba am 7. April.
Am 30. April 2018 werden Lula und Gleisi Hoffmann erneut Bestechung durch Odebrecht vorgeworfen.

### 2019
Am 21. März 2019 wird der frühere Präsident Michel Temer verhaftet.
Im Juni 2019 berichtet das Investigativmagazin The Intercept, dass die mit den Antikorruptionsermittlungen zu Lava Jato betrauten Ermittler und der Bundesrichter Sergio Moro sich dazu verschworen hatten, zu verhindern, dass Luiz Inácio Lula da Silva an der Präsidentschaftswahl in Brasilien 2018 teilnehmen könne.

## Stand der Ermittlungen (bis September 2016)
- Anzahl der Gerichtsverfahren: 1397
- Im Gefängnis: 174 Personen
- Anzahl der Durchsuchungen und Beschlagnahmungen: 654
- Verurteilungen: 106 Personen
- Involvierte Unternehmen: 16

## Gesellschaftliche Folgen
2014 bildete sich die Movimento Brasil Livre, die als soziale Bewegung gegen Korruption und für eine liberale Wirtschaft im folgenden Jahr die größten Proteste der jüngeren brasilianischen Geschichte durchführte.

### Liste vom Obersten Bundesgericht beschuldigter Politiker
Stand März 2015:
| Name                         | Amt                                                        | Partei | Bundes- staat |
| ---------------------------- | ---------------------------------------------------------- | ------ | ------------- |
| Renan Calheiros              | Senator                                                    | PMDB   | AL            |
| Eduardo Cunha                | Ex-Bundesabgeordneter, Ex-Präsident der Abgeordnetenkammer | PMDB   | RJ            |
| Fernando Collor de Mello     | Senator                                                    | PTB    | AL            |
| Lindberg Farias              | Senator                                                    | PT     | RJ            |
| Cândido Vaccarezza           | Ex-Bundesabgeordneter                                      | PT     | SP            |
| Gleisi Hoffmann              | Senatorin                                                  | PT     | PR            |
| Benedito de Lira             | Senator                                                    | PP     | AL            |
| Arthur Lira                  | Bundesabgeordneter                                         | PP     | AL            |
| José Mentor                  | Bundesabgeordneter                                         | PT     | SP            |
| Edison Lobão                 | Senator                                                    | PMDB   | MA            |
| Humberto Costa               | Senator                                                    | PT     | PE            |
| José Otávio Germano          | Bundesabgeordneter                                         | PP     | RS            |
| João Alberto Pizzolati       | Ex-Bundesabgeordneter                                      | PP     | SC            |
| Roseana Sarney               | Ex-Senatorin                                               | PMDB   | MA            |
| Vander Loubet                | Bundesabgeordneter                                         | PT     | MS            |
| Antonio Anastasia            | Senator                                                    | PSDB   | MG            |
| Aníbal Gomes                 | Bundesabgeordneter                                         | PMDB   | CE            |
| Simão Sessim                 | Bundesabgeordneter                                         | PP     | RJ            |
| Nelson Meurer                | Bundesabgeordneter                                         | PP     | PR            |
| Roberto Teixeira             | Ex-Bundesabgeordneter                                      | PP     | PE            |
| Ciro Nogueira                | Senator                                                    | PP     | PI            |
| Gladson Cameli               | Senator                                                    | PP     | AC            |
| Aguinaldo Ribeiro            | Bundesabgeordneter                                         | PP     | PB            |
| Eduardo da Fonte             | Bundesabgeordneter                                         | PP     | PE            |
| Luiz Fernando Faria          | Bundesabgeordneter                                         | PP     | MG            |
| Dilceu Sperafico             | Bundesabgeordneter                                         | PP     | PR            |
| Jerônimo Goergen             | Bundesabgeordneter                                         | PP     | RS            |
| João Sandes Júnior           | Bundesabgeordneter                                         | PP     | GO            |
| Afonso Hamm                  | Bundesabgeordneter                                         | PP     | RS            |
| José Olímpio Silveira Moraes | Bundesabgeordneter                                         | PP     | SP            |
| Lázaro Botelho               | Bundesabgeordneter                                         | PP     | TO            |
| Luis Carlos Heinze           | Bundesabgeordneter                                         | PP     | RS            |
| Renato Molling               | Bundesabgeordneter                                         | PP     | RS            |
| Roberto Balestra             | Bundesabgeordneter                                         | PP     | GO            |
| Lázaro Britto                | Bundesabgeordneter                                         | PP     | BA            |
| Waldir Maranhão              | Bundesabgeordneter                                         | PP     | MA            |
| Mário Negromonte             | Ex-Bundesabgeordneter                                      | PP     | BA            |
| Pedro Corrêa                 | Ex-Bundesabgeordneter                                      | PP     | PE            |
| Aline Corrêa                 | Ex-Bundesabgeordneter                                      | PP     | SP            |
| André Vargas                 | Ex-Bundesabgeordneter                                      | PT     | PR            |
| Carlo Magno                  | Ex-Bundesabgeordneter                                      | PP     | RO            |
| João Leão                    | Ex-Bundesabgeordneter und Vizegouverneur                   | PP     | BA            |
| Luiz Argolo                  | Ex-Bundesabgeordneter                                      | SD     | BA            |
| José Linhares                | Ex-Bundesabgeordneter                                      | PP     | CE            |
| Pedro Henry                  | Ex-Bundesabgeordneter                                      | PP     | MT            |
| Vilson Covatti               | Ex-Bundesabgeordneter                                      | PP     | RS            |
| Romero Jucá                  | Senator                                                    | PMDB   | RR            |
| Valdir Raupp                 | Senator                                                    | PMDB   | RO            |
| Fernando Pimentel            | Gouverneur                                                 | PT     | MG            |
| Luiz Fernando Pezão          | Gouverneur                                                 | PMDB   | RJ            |

### Liste der gegen Politiker beschlossenen Ermittlungsverfahren, April 2017
Am 11. April 2017 veröffentlichten der Minister des Obersten Gerichtshofes Edson Fachin und der mit den Ermittlungen beauftragte Oberstaatsanwalt Brasiliens Rodrigo Janot eine erneute Liste mit 108 Namen von Politikern, zu denen Ermittlungsverfahren eingeleitet wurden, was auch Aufhebung der Geheimhaltung (Immunität) bedeutet. Ermittlungen wegen diverser „Unregelmäßigkeiten“ wie passiver und aktiver Korruption, Geldwäsche, Fälschung sowie unlauterer Preisfestsetzung und Betruges wurden eingeleitet gegen:
- neun Minister des Kabinett Temers, davon drei des PMDB, zwei des PSDB, je einer des PPS, des PRB, des PP und PSD:
  - Eliseu Padilha (PMDB), Ministro da Casa Civil
  - Moreira Franco (PMDB), Ministro da Secretaria-Geral da Presidência
  - Helder Barbalho (PMDB), Ministro da Integração Nacional
  - Bruno Cavalcanti de Araújo (PSDB), Ministro das Cidades
  - Aloysio Nunes Ferreira (PSDB), Ministro das Relações Exteriores
  - Roberto Freire (PPS), Ministro da Cultura
  - Marcos Antônio Pereira (PRB), Ministro da Indústria, Comércio Exterior e Serviços
  - Blairo Borges Maggi (PP), Ministro da Agricultura, Pecuária e Abastecimento
  - Gilberto Kassab (PSD), Ministro da Ciência e Tecnologia

- 29 Senatoren, davon neun des PMDB, sieben des PSDB, vier des PT, je zwei des PSB, DM und PP, je einer des PCdoB, PTC und PSD:
  - Romero Jucá Filho (PMDB-RR)
  - Renan Calheiros (PMDB-AL)
  - Edison Lobão (PMDB-MA)
  - Kátia Regina de Abreu (PMDB-TO)
  - Eunício Oliveira (PMDB-CE)
  - Eduardo Braga (PMDB-AM)
  - Valdir Raupp (PMDB-RO)
  - Garibaldi Alves Filho (PMDB-RN)
  - Marta Suplicy (PMDB-SP)
  - Aécio Neves (PSDB-MG)
  - Antônio Anastasia (PSDB-MG)
  - Cássio Cunha Lima (PSDB-PB)
  - Dalírio José Beber (PSDB-SC)
  - José Serra (PSDB-SP)
  - Eduardo Amorim (PSDB-SE)
  - Ricardo Ferraço (PSDB-ES)
  - Paulo Rocha (PT-PA)
  - Humberto Costa (PT-PE)
  - Jorge Viana (PT-AC)
  - Lindbergh Farias (PT-RJ)
  - Fernando Bezerra Coelho (PSB-PE)
  - Lidice da Mata (PSB-BA)
  - José Agripino Maia (DEM-RN)
  - Maria do Carmo Alves (DEM-SE)
  - Ciro Nogueira (PP-PI)
  - Ivo Cassol (PP-RO)
  - Vanessa Grazziotin (PCdoB-AM)
  - Fernando Afonso Collor de Mello (PTC-AL)
  - Omar Aziz (PSD-AM)

- 42 Bundesabgeordnete:
  - Marco Maia (PT-RS)
  - Carlos Zarattini (PT-SP)
  - Nelson Pellegrino (PT-BA)
  - Maria do Rosário (PT-RS)
  - Vicente Paulo da Silva (PT-SP)
  - Vander Loubet (PT-MS)
  - Zeca Dirceu (PT-PR)
  - Zeca do PT, das ist José Orcírio Miranda dos Santos (PT-MS)
  - Vicente Cândido (PT-SP)
  - Décio Lima (PT-SC)
  - Arlindo Chinaglia (PT-SP)
  - Mário Negromonte Jr. (PP-BA)
  - Paulo Henrique Lustosa (PP-CE)
  - Cacá Leão (PP-BA)
  - Dimas Fabiano Toledo (PP-MG)
  - Júlio Lopes (PP-RJ)
  - Rodrigo Maia (DEM-RM), Präsident der Abgeordnetenkammer
  - José Carlos Aleluia (DEM-BA)
  - Felipe Maia (DEM-RN)
  - Ônix Lorenzoni (DEM-RS)
  - Rodrigo Garcia (DEM-SP)
  - Jarbas de Andrade Vasconcelos (PMDB-PE)
  - Pedro Paulo (PMDB-RJ)
  - Lúcio Vieira Lima (PDMB-BA)
  - Daniel Vilela (PMDB-GO)
  - Jutahy Júnior (PSDB-BA)
  - Yeda Crusius (PSDB-RS)
  - João Paulo Papa (PSDB-SP)
  - Betinho Gomes (PSDB-PE)
  - João Carlos Bacelar (PR-BA)
  - Milton Monti (PR-SP)
  - Alfredo Nascimento (PR-AM)
  - Celso Russomano (PRB-SP)
  - Beto Mansur (PRB-SP)
  - José Reinaldo (PSB-MA), betrifft die Zeit als Gouverneur von Maranhão
  - Heráclito Fortes (PSB-PI)
  - Antônio Brito (PSD-BA)
  - Fábio Faria (PSD-RN)
  - Daniel Almeida (PCdoB-BA)
  - Paes Landim (PTB-PI)
  - Arthur Oliveira Maia (PPS-BA)
  - Paulinho da Força (SD-SP)

- ein Minister des Bundesrechnungshofs (TCU):
  - Vital do Rêgo Filho

- drei amtierende Gouverneure:
  - Robinson Faria (PSD), Rio Grande do Norte
  - Tião Viana (PT), Acre
  - José Renan Vasconcelos Calheiros Filho (PMDB), Alagoas

- 24 sonstige Personen

## Rechtliche Entwicklungen 2019
Das Urteil gegen Aldemir Bendine wurde vom Supremo Tribunal Federal aufgehoben.

## Verfilmungen
Unter dem Originaltitel Polícia Federal: A lei é para todos und der Regie von Marcelo Antunez entstand 2017 eine Verfilmung der Operation Lava Jato. Auf Deutsch erschien der Film 2020 unter dem Titel The Operation – Im Sumpf der Korruption.
Seit 2016 gibt es zudem die Netflix-Fernsehserie Der Mechanismus (Originaltitel: O Mecanismo), die die Ermittlungen um den Skandal nachzeichnet.